# Luis Brignoni
Luis Brignoni Álvarez (Bayamón, 9 novembre 1953) è un ex cestista portoricano.

## Carriera
Con Porto Rico ha disputato i Campionati mondiali del 1974 e i Giochi olimpici di Montréal 1976.